# Incendies d'octobre 2017 dans la péninsule ibérique
Les incendies d'octobre 2017 dans la péninsule ibérique sont une série de feux de forêts qui ont touché une grande partie des régions espagnoles de Galice, d'Asturies et de Castille-et-León, et la quasi-totalité du nord et du centre du Portugal, déjà touché, entre autres, par l'incendie de Pedrógão Grande qui fit à lui seul 65 morts en juin 2017. 
Entre le vendredi 13 octobre et le dimanche 18, 156 incendies affectèrent l'Espagne et 523 au Portugal. La protection civile portugaise a déclaré que l'origine du feu était en majorité de cause humaine. En Espagne, les incendies firent quatre morts et vingt blessés, tandis qu'au Portugal il y a eu au moins 45 décès et 70 blessés,.

## Description
Entre 2001 et 2014, 87 351 incendies ont brûlé plus de 360 000 hectares dans le nord-ouest de l'Espagne,. À titre d'explication, on affirme souvent que le dépeuplement des zones rurales et la négligence conséquente des forêts, le vieillissement de la population et l'utilisation du feu comme élément de la gestion des prés de montagne constitueraient une partie du problème. Il comprend également l'action par des pyromanes : 80% des incendies en Galice sont intentionnels, selon les données officielles du ministère de l'Agriculture et de la pêche, l'alimentation et l'environnement espagnol.
Le mois de septembre 2017 fut le plus sec en 87 ans au Portugal, avec 81 % du territoire en grande sécheresse et 7,4 % en période de sécheresse extrême. Des températures inhabituelles pour la mi-octobre, au-dessus de 30 °C, allié a cette sécheresse s'étendant aussi à l'Espagne ont donné des conditions parfaites pour que des feux intenses se déclare rapidement.
Dans ce contexte, au cours des premiers jours d'octobre 2017 plusieurs incendies éclatèrent dans la zone sinistré. Ainsi entre le 1er et 13, les autorités de Galice ont rapporté plusieurs petits incendies couvrant 2 000 hectares, dont trois feux dans la municipalité de Lobios affectant le Parc Naturel de O Xurés.
Le 15 octobre, l'ouragan Ophelia est passée loin au large des côtes mais a aidé à augmenter les vents, attisant les flammes. La fumée fut si dense qu’Ophelia la poussa vers le nord causant un ciel jaune spectaculaire le long des côtes anglaises et de l'ouest de l'Europe. Le 18 octobre à Tallinn, Estonie, il est tombé une pluie noire alors que les gouttes se sont formées sur les particules de suie dans cette circulation.
Le 17 octobre une dépression météorologique amena de la pluie, aidant les autorités à contrôler les centres les plus actifs dans les zones urbaines.

## Retombées
Jorge Gomes, le secrétaire d'État à l'administration interne du Portugal, déclara le 16 octobre que la plupart des incendies furent allumés délibérément. Des milliers de Portugais ont manifesté le 20 octobre dans plusieurs villes du pays pour rendre hommage aux victimes et réclamer des mesures capables d'éviter de nouveaux drames. Critiqué pour son incapacité à éviter que les feux se propagent autant, survenant après l'expérience de l'incendie de Pedrógão Grande en juin, le gouvernement du Portugal fut confronté à une motion de défiance au parlement à la fin octobre. Le 21 octobre, le Premier ministre Antonio Costa a accepté la démission de sa ministre de l'Intérieur, Constança Urbano de Sousa, qui était chargée de la protection civile. 
Quatre cents millions d'euros furent alloués pour venir en aide aux régions sinistrées, ainsi que pour refondre le dispositif de lutte contre les feux de forêt, par le gouvernement portugais. Les mesures adoptées prévoyaient notamment d'enfouir les lignes de communication pour qu'elles ne soient pas coupées en cas d'incendie, renforcer la professionnalisation des pompiers qui sont en 2017 en majorité volontaires, et assurer une meilleure coordination entre les pompiers et l'armée dans la gestion des moyens aériens. Une autre piste a été la modification le 14 février 2018 d'un décret-loi de 2006 obligeant, avant le 15 mars 2018, les propriétaires d'espaces boisés à défricher et couper les arbres 50 mètres autour des maisons, usines et chantiers.